# Scărișoara, Olt
Scarisoara là một xã thuộc hạt Olt, România. Dân số thời điểm năm 2002 là 3285 người.